# 北野真弘
北野 真弘（きたの まさひろ、1969年8月29日 -）は、地方競馬の兵庫県競馬組合所属の調教師、元騎手である。一歳上の兄も高知競馬で騎手をしていた。

## 来歴
1988年4月2日高知競馬第4競走ダイワジャガーで初騎乗。同年4月11日高知競馬第5競走同じくダイワジャガーで初勝利。全日本新人王争覇戦出場。
1992年4月5日二十四万石賞をイシノサコンで勝利し、重賞初制覇。同年初の年間勝利数一位。NARグランプリ優秀騎手賞受賞。
1993年高知競馬で前年に続き年間勝利数一位。NARグランプリ優秀騎手賞受賞。
1994年高知競馬で3年連続の年間勝利数一位。
1996年高知競馬で年間勝利数一位。NARグランプリ優秀騎手賞受賞。
1997年NARグランプリ優秀騎手賞受賞。
1998年1月10日第1競走フェイバードで地方競馬通算1000勝達成。同年3月24日高知競馬第9競走交流重賞第1回黒船賞を9番人気のリバーセキトバで勝利し、高知競馬所属馬による最初で最後の指定交流重賞勝ちを成し遂げる。NARグランプリ優秀騎手賞受賞。
1999年高知競馬で年間勝利数一位。NARグランプリ優秀騎手賞受賞。
2000年3月18日1回阪神競馬7日目第11競走若葉ステークス出走のオオギリセイコー騎乗のため遠征、第4競走サラ系4歳新馬戦、ロングバレリーナでJRA初騎乗（13頭立て11着）。また、同年年間勝利数168勝で高知競馬での年間最多勝記録を更新。年間勝利数一位。NARグランプリ優秀騎手賞受賞。
2001年年間勝利数一位。NARグランプリ優秀騎手賞受賞。
2002年2月17日高知競馬第5競走アラブ系D級条件戦をポニータオーで勝利し、地方競馬通算1500勝達成。
2003年1月4日の騎乗を最後に一度騎手免許を返上、兵庫県競馬組合移籍のため内規に従い野田学厩舎での厩務員生活に入った。高知競馬での地方競馬通算成績は8878戦1579勝であった。
2004年騎手免許再取得。同年10月12日園田競馬第2競走で約1年9ヶ月ぶりとなる騎乗を再開、翌10月13日園田競馬第4競走クリプトグラフで移籍後初勝利。
2011年8月31日第13回園田競馬2日目第2競走C3一組条件戦をアイシアッテルカイで優勝（10頭立て2番人気）し、地方競馬通算2000勝達成。同年10月25日第10回園田競馬25日目第9競走3歳以上C2条件戦で落馬負傷し、外傷性血気胸、肺挫傷、右第6、7肋骨骨折と診断され、集中治療室にて治療を受けた。
2014年2月14日付けで野田学厩舎から野田忍厩舎へ所属が変更された。
平成27年度第1回調教師免許試験に合格し、2015年8月1日付けで調教師に転身した。